# 王立園芸協会
王立園芸協会 （おうりつえんげいきょうかい、Royal Horticultural Society、略称RHS）は、1804年にイギリス、ロンドンで設立されたロンドン園芸協会（Horticultural Society of London）を前身とする学会。イギリスのみならずヨーロッパにおいてガーデニング・園芸の奨励を目的とする慈善団体である。ワイズリー庭園やハイドホールなど5つの公開庭園を運営し、チェルシー・フワラー・ショーなど一般向けのフラワー・ショーの開催、研究者の雇用や学会誌の発行を通じて活動を行っている。
1861年、王配アルバート・オブ・サクス＝コバーグ＝ゴータによって王室勅許を授けられたことから現在の名称となった。協会は2004年に創立200周年を迎えた。

## 王立園芸協会の歴史

### 創設者
イギリスの園芸協会創設は、1800年にジョン・ウェッジウッド（ジョサイア・ウェッジウッドの子、チャールズ・ダーウィンの叔父）によって提案された。彼の目的は非常につつましいものだった。彼は協会員の園芸活動やその発見を発表する機会を作り、協会員同士が議論するための定期的な会議を開き、またそうした成果を公にしたかったのである。協会はさらにガーデニング業績に対して賞も授与することとした。
ウェッジウッドは友人と構想を話し合ったが、1804年3月7日にピカデリーのハトチャーズ書店で7人の会員による最初の会議が開催されるまでに4年の歳月が経っていた。ウェッジウッドが座長を務め、出席したのは他にウィリアム・タウンゼント・エイトン（父ウィリアム・エイトンと同様にキュー・ガーデンズの監督を務めた）、ジョセフ・バンクス（王立協会総裁）、育苗家ジェームズ・ディクソン、ウィリアム・フォーサイス（セント・ジェームズ宮殿とケンジントン宮殿の各庭園の監督）、チャールズ・フランシス・グレヴィル（海軍卿）、リチャード・アントニー・ソールズベリ（新たな協会の参事となった）であった。
バンクスは、親友のトーマス・アンドルー・ナイトに会員となるよう誘った。このときフォーサイスが開発してた樹木の傷のための塗り薬について、ナイトとフォーサイスの間に確執が進行中であったが、申し出は受け入れられた。ナイトは1811年から1838年まで協会の総裁を務め、果樹栽培の実用研究プログラムを始めるなど協会の目的を拡大させた。

#### 現代
2008-09年には会員の減少、スタッフの大幅な解雇と初めて非専門家として登用された事務局長の辞任騒動がおきた。テレグラフ紙は名前の通り園芸学（Horticulture）を志向するのか、ガーデニング趣味を追求するのかと方針の混乱を指摘した。
会員は当初は推薦と選挙によって選ばれFRHSとMRHSの敬称接尾辞を用いることもできたが、のちにサポーター制度に移行した。会員数は1990年代末に急増し、2023年で計62万人以上である。年会費が安価な一般会員の他にアソシエイト・パトロン（年寄付2600ポンド以上）とフェローズ・パトロン（年6000ポンド以上）がある。

## 王立園芸協会のガーデン

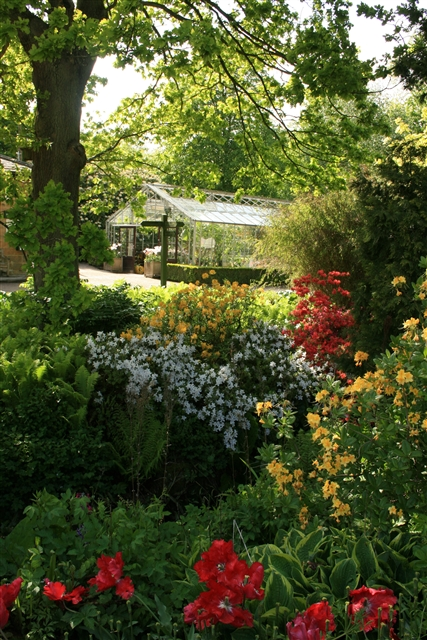
ハーロウ・カー・ガーデン

RHSはイングランドにその名を冠したガーデンを5箇所所有している。ウィズレー・ガーデン（サリー）、ローズムーア・ガーデン（デヴォン）、ハイド・ホール・ガーデン（エセックス）、ハーロウ・カー・ガーデン（ノース・ヨークシャー）、ブリッジウォーター・ガーデン（ウォズリー）である。
RHSの初めてのガーデンは1818年から1822年までケンジントンにあった。1821年、協会はチジックにあるデヴォンシャー公の所領を借りて試験的な庭園をつくった。1823年、この庭園にジョセフ・パクストンが雇われた。1827年から協会はチジック・ガーデンでフェト（en:Fête）を開き、1833年からは花と野菜の競技部門を見せ始めた。1861年、RHSは新たなガーデンをケンジントンで作り始めた（現在サイエンス・ミュージアム、インペリアル・カレッジ・ロンドン、王立音楽大学がある場所である）。しかし1888年にこの場所から退去した。チジック･ガーデンは、トーマス・ハンベリ卿がウィズレーの庭園を買い上げRHSに寄贈した、1903年から1904年まで維持された。 
ウィズレー・ガーデンはつまり協会が現有する一番古い庭園である。次に、1988年にレディー・アン・ベリーによってローズムーア・ガーデンが寄贈された。ハイド・ホール・ガーデンは1993年に、所有者のロビンソン夫妻がRHSに寄贈した。その後ハーロウ・カー・ガーデンで、2001年にRHSとノーザン園芸協会の合併によって獲得された。この庭園はノーザン園芸協会の試験場で、1949年に協会が買い上げてから公開されてきた。2015年にはウォズリー・ニューホールにある庭園の取得が発表され、ブリッジウォーター・ガーデンとして2021年に一般公開が始まった。

## フラワー・ショー

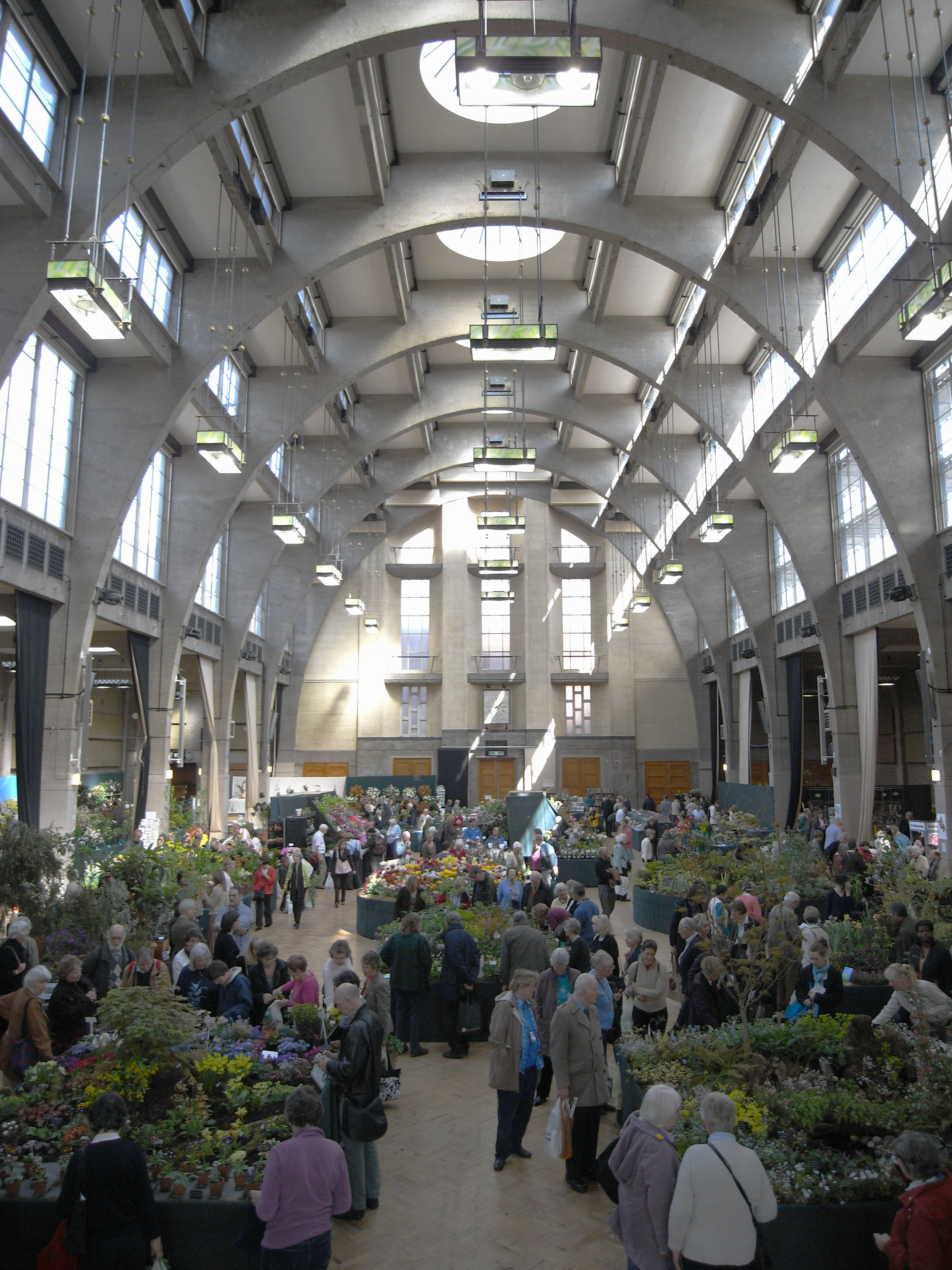
ローレンス・ホールでのロンドン・フラワー・ショー

RHSのフラワー・ショーで最も有名なのは毎年開催されるチェルシー・フラワー・ショーである。しかし他にもロンドン・フラワー・ショー（現在年に8回）、毎年開催されるハンプトン・コート宮殿フラワー・ショー、1999年からチェシャーで開催されているタットン・パーク・フラワー・ショーがある。2005年からカーディフで毎年スプリング・フラワー・ショーが開催されている。RHSはマルヴァーンで春秋に開催されるショー、国立バーミンガム・エキシビジョン・センターで生放送されるBBCのテレビ番組ガーデナーズ・ワールドにも密接に関わっている。

## ブリテン・イン・ブルーム
RHSは2002年にブリテン・イン・ブルーム（en:Britain in Bloom、自治体単位で応募する園芸競技会。自治体の規模別に部門が分かれる）の運営を引き継いだ。2010年にRHSはコミュニティの園芸全体を奨励するため、'It's your neighbourhood'キャンペーン（あなたのお隣さん）を企画した。

## メダルと賞
協会は園芸分野において特別認定されるのにふさわしいと会議でみなされた人物に対してヴィクトリア名誉メダルを授与している。その他のメダルは、協会に在籍した著名な会員にちなんでバンクシャン・メダル、ナイティアン・メダル、リンドレー・メダルが贈られる。フラワー・ショーにおける優れた展示には、金メダル、銀メダル、銅メダルが贈られる。
ジェームズ・ヴィーチ記念メダルは、科学の進歩と改良、園芸の実践に対する顕著な貢献を行った人物に国籍を問わず毎年贈られる。
ガーデン・メリット賞（AGM）は、RHSの該当する委員会によって評価期間後に栽培植物に与えられる賞である。賞は毎年植物試験の後に贈られる。 
その他、Associate of Honourおよびthe Honorary Fellowshipの賞がある。

## RHSのライブラリー
RHSは、ロンドン、ヴィンセント・スクエア80番地の本部の中にある、ジョン・リンドレーの収集本を基にしたリンドレー・ライブラリーの保管者である。 

## 出版物

### 雑誌
協会は1866年から雑誌を発行している。1975年からザ・ガーデン誌という名称となり、現在月1回発行されている。その他ザ・プランツマン誌、季刊誌のザ・オーチャード・レビュー誌、 園芸分類学のため年1回発行されるHanburyana誌がある。

### 植物の記録者
1955年から植物のための国際登録局が設置されて以降、RHSは収穫植物の確かなグループ分けのため記録者の役割を担うようになった。現在、9つのカテゴリーに分けられている。コニファー、クレマチス、スイセン、ダリア、デルフィニウム、ユリ、ラン、ツツジである。ランのハイブリッド種を中心にリスト化されたThe International Orchid Registerが発行されている。

## 海外支部
1987年、日本にて英国王立園芸協会日本支部（RHSJ）を設立。2013年現在、RHS唯一の海外支部。雑誌『RHSJ』を発行しており、『ザ・ガーデン』記事の和訳および独自制作の記事を掲載。2015年、メインスポンサーだったクレディセゾンが降板したことにより解散。

## 参照
1. 1 2  “Annual Review 2013/2014”.   RHS. 2014年8月24日閲覧。
2. ↑  “Crisis at the Royal Horticultural Society | Ghostarchive”. ghostarchive.org. 2024年5月30日閲覧。
3. ↑  The Garden, August 2009, page 512 (Royal Horticultural Society)

- In the beginning, by Brent Elliott, from The Garden, February 2004 The founders of the RHS
- A brief history of the Society, by Brent Elliott, from The Garden, February 2004 RHS timeline
- Brent Elliott: The Royal Horticultural Society, A History 1804-2004. Published by Phillimore & Co. Ltd. ISBN 1 86077 2722